# Roger Saubot
 (novembre 2023).
Si vous disposez d'ouvrages ou d'articles de référence ou si vous connaissez des sites web de qualité traitant du thème abordé ici, merci de compléter l'article en donnant les références utiles à sa vérifiabilité et en les liant à la section « Notes et références ».
Roger Saubot est un architecte français, diplômé du DPLG d'architecture, né le 6 juin 1931 à Biarritz et mort le 25 juin 1999 à Paris 13e.

## Biographie
Il fut président de la Mutuelle des Architectes français de 1979 à 1985, puis président d'honneur et administrateur de la MAF, membre de l'Académie d'architecture et président de 1993 à 1996, Chevalier de la légion d'honneur, officier de l'ordre national du Mérite et officier des Arts et Lettres.
Roger Saubot exerce son métier à partir de 1963. Il fonde en 1964 l'agence SAUBOT-JULLIEN avec François Jullien, spécialisée dans la conception de sièges sociaux et en particulier dans la réalisation d'immeuble de grande hauteur, dans le quartier de la Défense. Il est notamment l'architecte des tours FIAT/FRAMATOME et ELF, les deux tours les plus élevées de France après la tour Maine-Montparnasse. Au total, ce sont 11 tours réalisées et plus d'un million de mètres carrés de bureaux.
Il est associé à Carlos Ott pour la construction de l'Opéra Bastille entre 1984 et 1989.

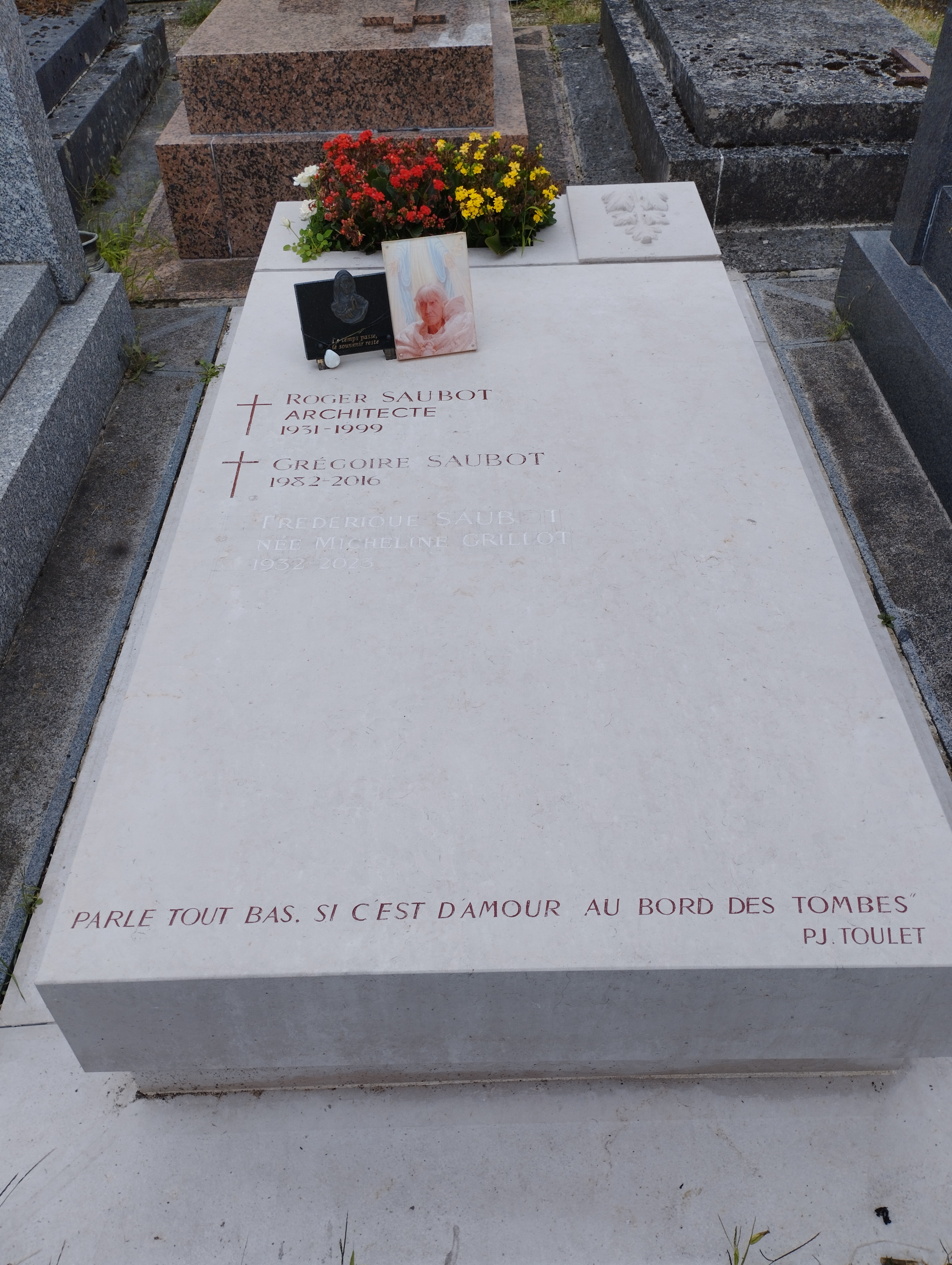
Tombe de Roger Saubot au cimetière du Montparnasse (division 2).

Il est le fils de Jean Saubot, architecte de la Tour Montparnasse, ainsi que le frère de Pierre Saubot, président de Haulotte Group.
Il est inhumé au cimetière du Montparnasse (division 2).

## Principales réalisations
- 1985 : tour Michelet, La Défense

Tour Areva (1974)

- 1992 : tour TF1, Boulogne Billancourt
- 1998 : tour Cèdre (tour Cégetel)

## Projets réalisés en association
- Tour Areva ex-tour Fiat, La Défense, avec l'agence américaine Skidmore, Owings and Merrill (ou SOM) en 1974
- Tour Total (Coupole), La Défense, avec l'agence canadienne WZMH Architects en 1985
- American Center (actuelle Cinémathèque française), Paris (Bercy), conçu par Frank Gehry
- Challenger, siège Social de Bouygues Construction, Guyancourt, conçu par Kevin Roche
- Tour EDF, La Défense, conçue par Henry Cobb du cabinet Pei, Cobb, Freed & Partners, avec Jean Rouit

## Autres réalisations
- Ensemble Delta (Siège Social de la Poste), quai du Point-du-Jour, Boulogne Billancourt
- Siège social de Spie Batignolles à Cergy-Pontoise, un campus de 50 hectares
- Immeuble Élysée La Défense, Citibank, la Défense
- Centre de télévision égyptien, Le Caire, Égypte (études)